# Georg Vest
Georg Vest (Dinamarca, 18 de julio de 1896-Nykøbing Falster, Dinamarca, 6 de diciembre de 1977) fue un gimnasta artístico danés, subcampeón olímpico en 1920 en el concurso por equipos "sistema sueco".

## Carrera deportiva
En las Olimpiadas celebradas en Amberes (Bélgica) en 1920 consigue la plata en el concurso por equipos "sistema sueco", tras los suecos (oro) y por delante de los belgas (bronce), siendo sus compañeros de equipo los gimnastas: Frede Hansen, Frederik Hansen, Kristian Hansen, Hans Jakobsen, Aage Jørgensen, Alfred Frøkjær Jørgensen, Alfred Ollerup Jørgensen, Arne Jørgensen, Knud Kirkeløkke, Jens Lambæk, Kristian Larsen, Kristian Madsen, Niels Erik Nielsen, Niels Kristian Nielsen, Dynes Pedersen, Hans Pedersen, Johannes Pedersen, Peter Dorf Pedersen, Rasmu Rasmussen, Hans Christian Sørensen, Hans Laurids Sørensen, Søren Sørensen, Johannes Birk y Aage Walther.